# Saint-Pierre-la-Mer
Saint-Pierre-la-Mer – miejscowość nadmorska w gminie Fleury, w departamencie Aude, w regionie Oksytania, we Francji. 
Miejscowość położona jest na Côte d'Améthyste – zachodniej części wybrzeża Zatoki Lwiej. Na południe od Saint-Pierre-la-Mer położona jest inna miejscowość nadmorska Narbonne-Plage. Miejscowość znajduje się na terenie Parku Regionalnego Narbonnaise en Méditerranée. 

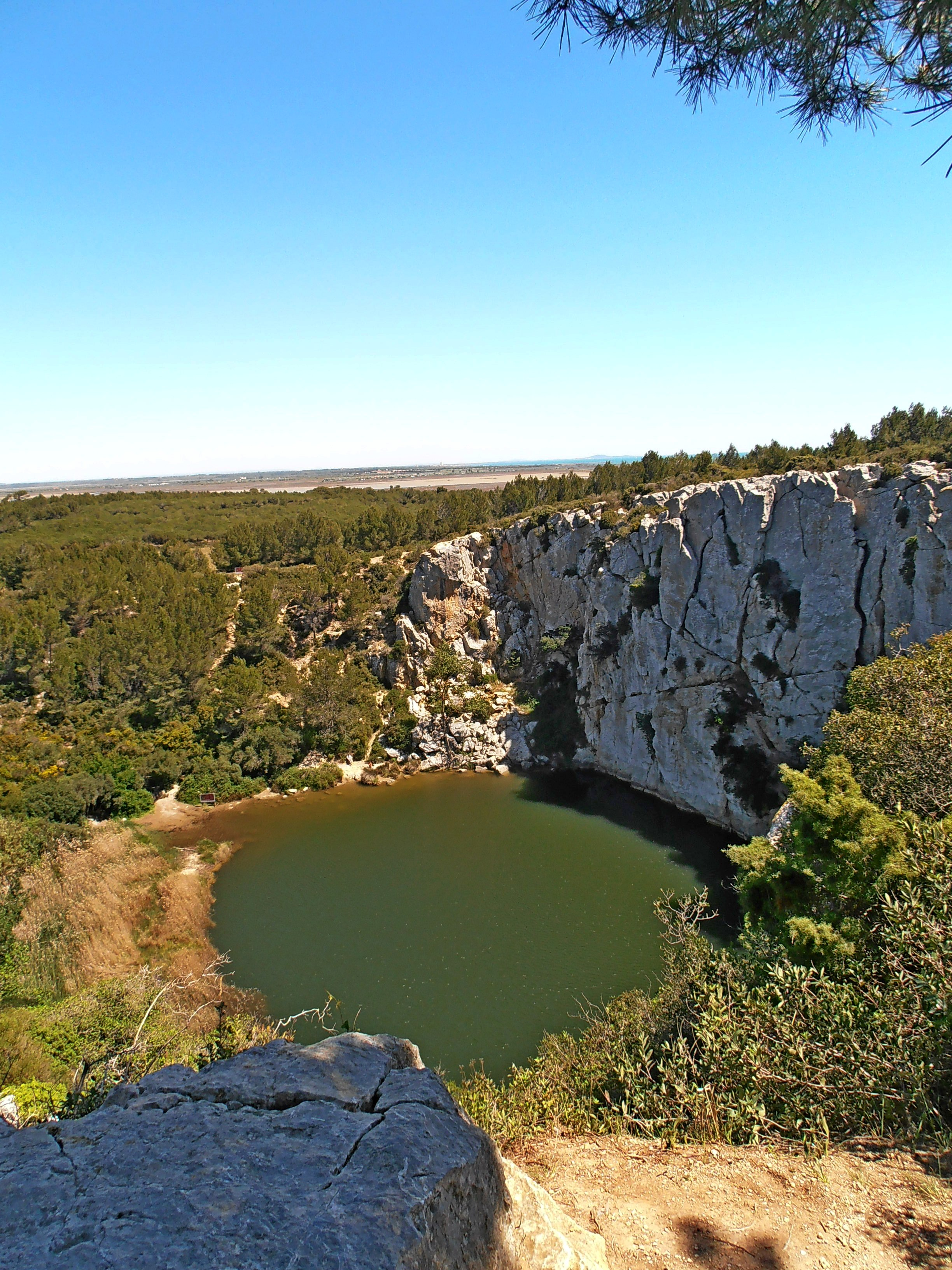
Cenote Gouffre de l'Œil Doux

W pobliżu miejscowości znajduje się cenote Gouffre de l'Œil Doux, natomiast na północny wschód od niej położone jest jezioro przybrzeżne Étang de Pissevaches.